# Movimiento armónico simple

Movimiento armónico simple, mostrado en el espacio real y en el espacio fásico. La órbita es periódica.

En el campo de la física, el movimiento armónico simple (MAS), es un movimiento periódico de vaivén en el que un cuerpo oscila de un lado a otro de su posición de equilibrio y en intervalos de tiempo iguales. Algunos ejemplos de este movimiento son el movimiento de un péndulo simple o el movimiento de una partícula oscilante sujeta a un resorte que se ha comprimido.
En el caso de que la trayectoria sea rectilínea, la partícula que realiza un MAS oscila alejándose y acercándose de un punto situado en el centro de su trayectoria, de tal manera que su posición en función del tiempo con respecto a ese punto es una sinusoide. En este movimiento, la fuerza que actúa sobre la partícula es proporcional a su desplazamiento respecto a dicho punto y dirigida hacia este.

## Mecánica clásica

### Movimiento armónico simple (M.A.S.)

Péndulo simple en movimiento armónico simple con oscilaciones pequeñas.

Evolución en el tiempo del desplazamiento, la velocidad y la aceleración en un movimiento circular uniforme.

El movimiento armónico simple es un movimiento periódico de vaivén, en el que un cuerpo oscila de un lado al otro de su posición de equilibrio, en una dirección determinada, y en intervalos iguales de tiempo. Por ejemplo, es el caso de un cuerpo colgado de un muelle oscilando arriba y abajo. El objeto oscila alrededor de la posición de equilibrio cuando se le separa de ella y se le deja en libertad. En este caso el cuerpo sube y baja.
Es también, el movimiento que realiza cada uno de los puntos de la cuerda de una guitarra cuando esta entra en vibración; pero, pongamos atención, no es el movimiento de la cuerda, sino el movimiento individual de cada uno de los puntos que podemos definir en la cuerda. El movimiento de la cuerda, un movimiento ondulatorio, es el resultado del movimiento global y simultáneo de todos los puntos de la cuerda.

Posición (negro), velocidad (verde) y aceleración (rojo) de un oscilador armónico simple.

Respecto a su posición de equilibrio. En un desplazamiento a lo largo del eje Ox, tomando el origen O en la posición de equilibrio, esta fuerza es tal que {\displaystyle F_{x}=-kx\,} donde {\displaystyle k\,} es una constante positiva y {\displaystyle x\,} es la elongación. El signo negativo indica que en todo momento la fuerza que actúa sobre la partícula está dirigida hacia la posición de equilibrio; esto es, en dirección contraria a su elongación (la «atrae» hacia la posición de equilibrio).
Aplicando la segunda ley de Newton, el movimiento armónico simple se define entonces en una dimensión mediante la ecuación diferencial:

(1){\displaystyle m{\frac {d^{2}x}{dt^{2}}}=-kx}

Siendo {\displaystyle m\,} la masa del cuerpo en desplazamiento. Escribiendo {\displaystyle \scriptstyle \omega ^{2}=k/m} se obtiene la siguiente ecuación donde {\displaystyle \omega } es la frecuencia angular del movimiento:

(2){\displaystyle {\frac {d^{2}x}{dt^{2}}}=a(t)=-\omega ^{2}x}

La solución de la ecuación diferencial. (2) puede escribirse en la forma

(3){\displaystyle x(t)=A\cos(\omega t+\phi )\,}

donde:
{\displaystyle x\,} es la elongación o desplazamiento respecto al punto de equilibrio.
{\displaystyle A\,} es la amplitud del movimiento (elongación máxima).
{\displaystyle \omega \,} es la frecuencia angular
{\displaystyle t\,} es el tiempo.
{\displaystyle \phi \,} es la fase inicial e indica el estado de oscilación o vibración (o fase) en el instante t = 0 de la partícula que oscila.
Además, la frecuencia de oscilación puede escribirse como esto:

(4){\displaystyle f={\frac {\omega }{2\pi }}={\frac {1}{2\pi }}{\sqrt {\frac {k}{m}}}}, y por lo tanto el periodo como {\displaystyle T={\frac {1}{f}}={\frac {2\pi }{\omega }}=2\pi {\sqrt {\frac {m}{k}}}}

La velocidad y aceleración de la partícula pueden obtenerse derivando respecto del tiempo la expresión {\displaystyle x(t)=A\cos(\omega t+\phi )\,}.

### Velocidad
La oscilación instantánea de un punto material que ejecuta un movimiento armónico simple se obtiene por lo tanto derivando la posición respecto al tiempo:

(5){\displaystyle v={\frac {dx}{dt}}=-\omega A\operatorname {sen}(\omega t+\phi )}

### Aceleración
es la variación de la velocidad del movimiento respecto al tiempo de espera y se obtiene por lo tanto derivando la ecuación de la velocidad respecto al tiempo de encuentro:

(6){\displaystyle a(t)={\frac {dv(t)}{dt}}=-\omega ^{2}A\,\cos(\omega t+\phi )=-\omega ^{2}x(t)\,}

### Amplitud y fase iniciales
La amplitud {\displaystyle A} y la fase inicial {\displaystyle \phi \,} se pueden calcular a partir de las condiciones iniciales del movimiento, esto es de los valores de la elongación {\displaystyle x_{0}} y de la velocidad {\displaystyle v_{0}} iniciales. 

(7){\displaystyle x_{0}=A\cos \phi \qquad \Rightarrow \qquad x_{0}^{2}=A^{2}\cos ^{2}\phi }

(8){\displaystyle v_{0}=-\omega A\operatorname {sen} \phi \qquad \Rightarrow \qquad v_{0}^{2}=\omega ^{2}A^{2}\operatorname {sen} ^{2}\phi \qquad \Rightarrow \qquad {\frac {v_{0}^{2}}{\omega ^{2}}}=A^{2}\operatorname {sen} ^{2}\phi }

Sumando miembro a miembro las dos ecuaciones (7) y (8) obtenemos

(9){\displaystyle x_{0}^{2}+{\frac {v_{0}^{2}}{\omega ^{2}}}=A^{2}(\cos ^{2}\phi +\operatorname {sen} ^{2}\phi )=A^{2}\qquad \Rightarrow \qquad A={\sqrt {x_{0}^{2}+{\frac {v_{0}^{2}}{\omega ^{2}}}}}}

Dividiendo miembro a miembro las dos ecuaciones (7) y (8) obtenemos

(10){\displaystyle {\frac {v_{0}}{x_{0}}}={\frac {-\omega A\operatorname {sen} \phi }{A\cos \phi }}=\omega \tan \phi \qquad \Rightarrow \qquad \phi =\arctan \left({\frac {-v_{0}}{\omega x_{0}}}\right)}

### Dinámica del movimiento armónico simple
En el movimiento armónico simple la fuerza que actúa sobre el móvil es directamente proporcional al desplazamiento:

(11){\displaystyle F=-k\,x}

Un ejemplo, sería el que realiza un objeto unido al extremo de un muelle. En ese caso k sería la constante de elasticidad del muelle. Aplicando la segunda ley de Newton tendríamos:

(12){\displaystyle F=-k\,x=m\,a\quad \Rightarrow \quad a=-{\frac {k}{m}}x}

Comparando esta ecuación y la que teníamos para la aceleración (6) se deduce:

(13){\displaystyle \omega ^{2}={\frac {k}{m}}}

Esta ecuación nos permite expresar el periodo (T) del movimiento armónico simple en función de la masa de la partícula y de la constante elástica de la fuerza que actúa sobre ella:

(14){\displaystyle T=2\pi {\sqrt {\frac {m}{k}}}}

### Energía del movimiento armónico simple

Energías cinética (E_{c}), potencial (E_{p}) y mecánica (E_{m}) en el movimiento armónico en función de la elongación.

Las fuerzas involucradas en un movimiento armónico simple son centrales y, por tanto, conservativas. En consecuencia, se puede definir un campo escalar llamado energía potencial (Ep) asociado a la fuerza. Para hallar la expresión de la energía potencial, basta con integrar la expresión de la fuerza (esto es extensible a todas las fuerzas conservativas) y cambiarla de signo, obteniéndose:

(15){\displaystyle E_{p}={\frac {1}{2}}kx^{2}}

La energía potencial alcanza su máximo en los extremos de la trayectoria y tiene valor nulo (cero) en el punto x = 0, es decir el punto de equilibrio.
La energía cinética cambiará a lo largo de las oscilaciones pues lo hace la velocidad:

(16){\displaystyle E_{c}={\frac {1}{2}}m\,v^{2}}

La energía cinética es nula en -A o +A (v=0) y el valor máximo se alcanza en el punto de equilibrio (máxima velocidad Aω).

(17){\displaystyle E_{c}^{max}={\frac {1}{2}}m\,\omega ^{2}A^{2}}

Como sólo actúan fuerzas conservativas, la energía mecánica (suma de la energía cinética y potencial) permanece constante.

(18){\displaystyle E_{p}+E_{c}=E_{m}\,}

Finalmente, al ser la energía mecánica constante, puede calcularse fácilmente considerando los casos en los que la velocidad de la partícula es nula y por lo tanto la energía potencial es máxima, es decir, en los puntos {\displaystyle x=-A} y {\displaystyle x=A}. Se obtiene entonces que,

(19){\displaystyle E_{m}=E_{p}^{max}+0={\frac {1}{2}}kA^{2}}

O también cuando la velocidad de la partícula es máxima y la energía potencial nula, en el punto de equilibrio {\displaystyle x=0}

(20){\displaystyle E_{m}=0+E_{c}^{max}={\frac {1}{2}}m\,\omega ^{2}A^{2}}

## Ejemplos

### Medición de masa en ingravidez
En condiciones de ingravidez no es posible medir la masa de un cuerpo a partir de su peso. Sin embargo, se puede recurrir al principio del movimiento armónico simple para realizar tal medición.
Para ello se instaló en la estación espacial Skylab un dispositivo (experimento M172) destinado a medir la masa de los tripulantes consistente en una silla oscilante capaz de medir su periodo de oscilación {\displaystyle T} electrónicamente. A partir de este dato, y conociendo la constante de fuerza del resorte unido a la silla, es posible entonces calcular la masa del individuo:

(21){\displaystyle T=2\pi {\sqrt {\frac {m}{k}}}\qquad \Rightarrow \qquad m=\left({\frac {T}{2\pi }}\right)^{2}k}

## Mecánica relativista y mecánica cuántica
En mecánica relativista el análogo del movimiento armónico simple, es un movimiento en el que la fuerza es proporcional a la elongación pero debido a las peculiaridades de la teoría de la relatividad el movimiento resultante es sólo cuasiarmónico, y no exactamente armónico. En mecánica cuántica no puede hablarse propiamente de trayectorias, pero existe también un análogo cuántico de dicho movimiento.

### Mecánica relativista
El problema del oscilador en mecánica relativista no admite una solución analítica simple debido a que la ecuación del movimiento implica integrar la siguiente ecuación:

{\displaystyle {\frac {\mathrm {d} ^{2}x}{\mathrm {d} t^{2}}}\left[1-\left({\frac {1}{c}}{\frac {\mathrm {d} x}{\mathrm {d} t}}\right)^{2}\right]^{-3/2}=-{\frac {k}{m}}x}

Sin embargo, puede una solución aproximada con las condiciones de contorno {\displaystyle x(0)=0,{\dot {x}}(0)=v_{0}} dada por:

{\displaystyle x(t)={\frac {c}{\omega _{2}(B)}}\arcsin \left({\frac {v_{0}}{c}}\operatorname {sen}(\omega _{2}t)\right)}

donde:
{\displaystyle B=v_{0}/{\sqrt {c^{2}-v_{0}^{2}}}}
{\displaystyle \omega _{2}(B)=\omega {\sqrt {\frac {(256+312B^{2}+83B^{4}){\sqrt {4+3B^{2}}}}{512+1008B^{2}+620B^{4}+114B^{6}}}}}

### Mecánica cuántica

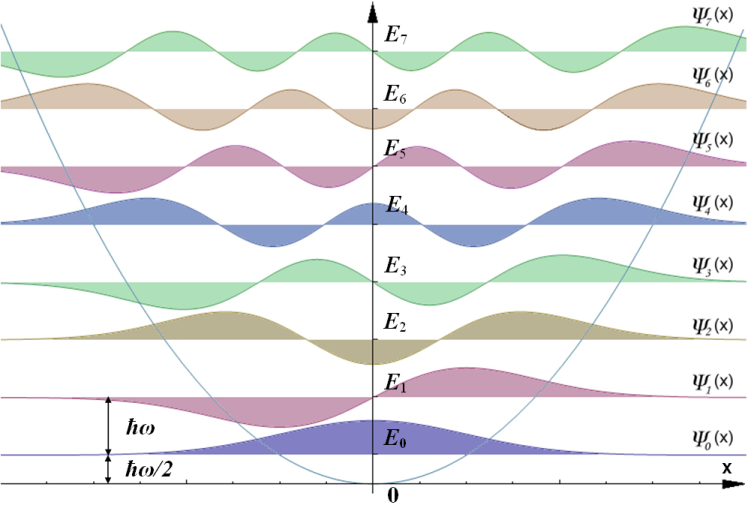
Funciones de onda para los ocho primeros autoestados,. El eje horizontal muestra la posición y en unidades (h/2πmω)^{1/2}. Las gráficas están sin normalizar.

Una partícula de masa m sin espín sometida a un potencial cuadrático ejecuta en mecánica clásica un movimiento armónico simple, el equivalente cuántico de este movimiento, es el de una partícula sometida al potencial:

{\displaystyle V(x)={\frac {m\omega ^{2}x^{2}}{2}},\qquad V_{-}=+\infty ,\qquad V_{+}=+\infty ,\qquad V_{L}=0}

Por lo que por lo expuesto anteriormente el espectro de posibles energías de la partícula será puramente puntual (es decir, será una combinación de funciones de niveles energéticos separados). Los posibles valores de la energía son:

{\displaystyle E_{n}=\hbar \omega \left(n+{\frac {1}{2}}\right)}

y las funciones de onda asociadas son:

{\displaystyle \psi _{n}(x)={\sqrt {\frac {1}{2^{n}\,n!}}}\left({\frac {m\omega }{\pi \hbar }}\right)^{1/4}e^{\left(-{\frac {m\omega x^{2}}{2\hbar }}\right)}H_{n}\left({\sqrt {\frac {m\omega }{\hbar }}}x\right),\qquad H_{n}(x)=(-1)^{n}e^{x^{2}}{\frac {d^{n}}{dx^{n}}}e^{-x^{2}}}

donde {\displaystyle \scriptstyle H_{n}} son los  polinomios de Hermite.